# Thema (byzantinische Verwaltung)
Das Thema (altgriechisch θέμα, die Etymologie des Wortes ist umstritten) war als Nachfolgeeinrichtung der römischen Provincia eine Verwaltungseinheit im Byzantinischen Reich. Die ersten Themen entstanden um die Mitte des 7. Jahrhunderts. Es handelte sich um Militärdistrikte, deren Befehlshaber später auch zivil-administrative Aufgaben wahrnahmen. Die wahrscheinliche Bedeutung ist „Zuweisungs-“ bzw. „Aufstellungsraum“, die ursprüngliche Bedeutung des Wortes war wohl schlicht „Armee“; es bezeichnete seit dem frühen 7. Jahrhundert die Heeresgruppe eines magister militum (Heermeisters) des spätrömischen Heeres. Eine Vorstufe der Themen war in mancher Hinsicht das Exarchat.

## Allgemeines
Unter dem Druck der arabischen Invasion ab den 630er Jahren entstanden um die Mitte des 7. Jahrhunderts zuerst in Kleinasien neue Militärdistrikte (Armeniakon, Thrakesion, Opsikion und Anatolikon). Es handelt sich dabei nach Ansicht der meisten Historiker nicht, wie früher oft angenommen, um das Ergebnis gezielter Reformbemühungen nur eines Kaisers, vielmehr stellte diese Entwicklung einen sich längere Zeit hinziehenden Prozess dar.
Notwendig geworden war diese Umgestaltung der Verwaltung durch die massiven Gebietsverluste im 7. Jahrhundert. In den anschließenden Jahrzehnten kämpfte Ostrom um die schiere Existenz. Nur relativ wenige, verstreute Quellen berichten über diese Zeit; dennoch scheint die Themenorganisation nicht unwesentlich zur Stabilisierung des Reichs beigetragen zu haben, wenngleich auch andere Faktoren, wie spätere innerarabische Streitigkeiten, eine Rolle spielten.
Die zivilen eparchiai bzw. Provinzen überdauerten allerdings parallel bis mindestens in das 8. Jahrhundert. Später wurde die Themenverwaltung auch auf die von Slawen und Bulgaren bedrohten byzantinischen Gebiete in Europa und die zurückeroberten Gebiete im Osten übertragen. Obwohl die Militärverwaltung zuerst von der Zivilverwaltung strikt getrennt war, wie es bereits in der Spätantike üblich gewesen war, übernahmen die Militärgouverneure spätestens um 840 auch diese Funktion, nun unterstützt von untergeordneten protonotarioi, deren Bedeutung im Laufe des 9. Jahrhunderts jedoch mehr und mehr zunahm. Selbst jetzt scheint aber, wie das Kletorologion des Philotheos anzeigt (899), eine parallele Zivilverwaltung bestanden zu haben, wenn auch unter der Kontrolle des entsprechenden strategos (στρατηγός, „General“).
Die großen Themata wurden schließlich in kleinere Einheiten geteilt (besonders im Zusammenhang mit der byzantinischen Expansion ab der Mitte des 9. Jahrhunderts). Dies sollte auch nicht zuletzt der Gefahr vorbeugen, dass ehrgeizige Generale die Themen als Sprungbrett für eine Usurpation nutzen konnten. Im 11. Jahrhundert brach die Themenordnung, in der auch die Ansiedlung von Soldatenbauern an der Grenze eingebunden war (siehe auch Akriten), aufgrund der wirtschaftlichen und militärischen Katastrophen des byzantinischen Reiches zusammen. Kaiser Basileios II. löste mehrere Themen auf und übertrug die Verteidigung stattdessen Söldnereinheiten, die unter seiner direkten Kontrolle standen.
Die Zahl der Themen schwankte zwischen vier (zur Zeit ihrer Entstehung) und ca. fünfzig (während der byzantinischen Expansion Ende des 10. und zu Beginn des 11. Jahrhunderts).

## Forschungsprobleme
Nicht zuletzt aufgrund der äußerst mangelhaften Quellenlage bezüglich der Verhältnisse im byzantinischen Osten im 7. Jahrhundert sind zahlreiche Einzelfragen zur Themenverfassung äußerst umstritten. Dies betrifft vor allem, aber nicht ausschließlich, die Datierung und die Modalitäten der Einführung der Themenverfassung. Sie galt sehr lange als Reform des Kaisers Herakleios. Nach Georg Ostrogorsky schuf sie Herakleios im Umfeld der Perserkriege, indem er den Truppen Land zuwies und Militärprovinzen einrichtete, in denen bevorzugt die Rekrutierung stattfand. Er verwies auf eine Angabe in der (allerdings nicht zeitgenössischen) Theophanes-Handschrift, wonach Kaiser Herakleios sich im Jahr 622 in die Gebiete der Themen begeben habe. Seiner Deutung schlossen sich unter anderem Franz Dölger, Wilhelm Enßlin und Charles Diehl an.
Dennoch war damit keine Einigung erreicht, denn bald wurde dieser Argumentation von mehreren Gelehrten widersprochen. So wies beispielsweise Norman H. Baynes darauf hin, dass die Quellen, die Ostrogorsky als Beleg anführte, nicht zeitgenössisch sind und daher kaum als Beweis für seine These gelten könnten. Auch sei nur schwer vorstellbar, dass Herakleios Truppen in Kleinasien angesiedelt habe, wie Ostrogorsky vorschlug, während gleichzeitig noch bis 626 persische Truppen in dieser Region operierten. Die erste explizite, gesicherte Nennung der Themen erfolgte nicht vor den 60er Jahren des 7. Jahrhunderts. Agostino Pertusi widersprach ebenfalls Ostrogorsky und plädierte mit anderen Forschern dafür, die Entstehung der kleinasiatischen Themen in der zweiten Hälfte des 7. Jahrhunderts anzusetzen. Manche Forscher gingen wiederum von einer allmählichen Entstehung im späten 6. oder 7. Jahrhundert aus dem spätrömischen Bewegungsheer und den limitanei aus. Paul Lemerle, Pertusi, Karayannopulos und andere lehnten allerdings jede Verbindung zwischen dem Militärland und den ersten Themen ab, da Soldatengüter erst deutlich später bezeugt seien.
In der modernen Forschung wird die Einführung des Themen-Systems kaum noch Herakleios zugeschrieben. Die Mehrheit der Historiker geht heute davon aus, dass die ersten Themen nach dem Beginn der arabischen Invasion durch die Neugruppierung der alten oströmischen Grenztruppenverbände im Inneren Kleinasiens entstanden, und zwar zunächst nicht als dauerhafte Einrichtung, da man anfangs noch auf eine Rückgewinnung der alten Grenzen hoffte. Ein besonders wichtiges Argument stellt dabei der Verweis auf die Namen der ersten vier Themen dar: Die Truppen, die bis zum Angriff der Araber unter dem magister militum per Orientem in Syrien und Mesopotamien gedient hatten, zogen sich offenbar in das Thema Anatolikon (griechisch anatolé = lateinisch Oriens) zurück, während die Soldaten des magister militum per Armeniam das Thema Armeniakon verteidigten, aus dessen Einkünften sie zugleich versorgt werden sollten. Gleiches gilt – folgt man dieser Hypothese – auch für die Truppen, die bislang dem magister militum per Thracias unterstanden hatten; sie waren zunächst 640 bei den vergeblichen Abwehrkämpfen gegen die Araber in Ägypten eingesetzt und dann Mitte des 7. Jahrhunderts nach Kleinasien verlegt worden, wo sie nun das Thema Thrakesion sicherten. Den bislang dem magister militum praesentalis unterstehenden Einheiten der Garde (obsequium) wiederum wurde nun das Thema Opsikion zugewiesen. Zugleich verschwand in den 660er Jahren das römische Amt des magister militum. Trifft diese in der neueren Forschung häufig akzeptierte Theorie zu, so war die Entstehung der Themenordnung die Folge des Zusammenbruchs der spätrömischen Grenzverteidigung und des Rückzugs der geschlagenen Armeen nach Kleinasien um 640, nicht das Ergebnis einer gezielten Reform.
Die frühesten entstandenen Themen waren:
| Name                                                                                      | Lage                                                                | erste Erwähnung | entstanden aus                                      |
| ----------------------------------------------------------------------------------------- | ------------------------------------------------------------------- | --------------- | --------------------------------------------------- |
| Anatolikon, Ανατολικόν                                                                    | Zentrales Anatolien                                                 | 669             | ehemalige Armee des Heermeisters des Ostens         |
| Opsikion, Οψίκιον                                                                         | nördliche Ägäis und Küste des Marmarameeres                         | 680             | kaiserliche Gardetruppen                            |
| Thrakesion, Θρακήσιον                                                                     | westliches Anatolien und ägäische Küste zwischen Pergamon und Milet | 687             | wohl ehemalige Truppen des thrakischen Heermeisters |
| Kibyrrhaiotai, bzw. Karabisianisches (Καραβησιάνων) oder Kibyrrhaeotisches Thema (Flotte) | Ägäische Küste zwischen Milet und Seleukia                          | 687             | Quaestura Exercitus                                 |
| Armeniakon, Αρμενιακόν                                                                    | östliche Schwarzmeerküste und Anatolien bis Kayseri                 | 667/668         | Armee des ehemaligen Heermeisters von Armenien      |

## Organisation

Die Themen um 750

Die Grenzen der ersten Themen folgten noch im Wesentlichen den spätantiken zivilen Verwaltungseinheiten; das Gebiet eines frühen Themas umfasste also mehrere Provinzen. Als diese ihre praktische Bedeutung verloren, nahmen die neuen Themen keine Rücksicht mehr auf die alten Grenzen. Die Verwaltung der Themen unterstand dem Militär, der Gouverneur eines Themas war gleichzeitig der Oberkommandierende der Armee. Er hieß gewöhnlich Strategós („Feldherr“, die traditionelle griechische Übersetzung von magister militum), der des Opsikion Komes (vom lateinischen comes obseqium), der von Anatolien und Armenien Patrikios (von Lateinisch patricius). Ab Johannes I. Tzimiskes wurden die Kommandeure der Tagmata und der Grenz-Themen jeweils als Komes bezeichnet. Afrika und Italien waren Exarchien, Zypern, Kreta und Thessaloniki Archontate.
Die Neuorganisation gab den Strategen relativ viel Macht, ab 668 sind demnach auch Rebellionen von Strategen belegt. Daher wurden die Themen unter den folgenden Herrschern verkleinert, Konstantin V. richtete aus Teilen der Truppen des Opsikion die Tagmata  ein, eine Art kaiserliche Haustruppe, die allerdings auch Militärgüter bewirtschaftete. Ihre endgültige Ausprägung erhielten die Themen erst in der 2. Hälfte des 8. Jahrhunderts, als sie endgültig neue administrativ-geographische Einheiten darstellten. Über die Themenorganisation berichten erst Quellen aus dem 10. Jahrhundert ausführlicher.

Die Themen um 950

Die Soldaten, auch die fremden Söldner, erhielten ab dem 8. Jahrhundert innerhalb der Themen Land zugewiesen, damit konnte ihr Sold deutlich verringert werden. Die neuere Forschung betont allerdings, dass mit der Errichtung der Themen nicht die Schaffung eines Soldatenbauerntums verbunden war. Vielmehr sorgte zunächst der Staat für die Versorgung der Truppen, die Organisation dafür lag in den Händen der kommerkiarioi. Die Soldaten der späteren Soldatengüter (problematisch ist, dass erst spätere Quellen aus dem 10. Jahrhundert von diesen stratiotika ktemata berichten, so dass eine langsame Entstehung im 7. und 8. Jahrhundert nicht ausgeschlossen werden kann) mussten schließlich die Kosten für Uniformen, Ausrüstung, Pferde und Fourage aus dem Erlös ihrer Landwirtschaft bestreiten.
Die Themen waren in 2–18 Droungoi unterteilt, die aus jeweils 1.000 Soldatengütern bestanden. Sie unterstanden einem Drungarchen. Mehrere Droungoi bildeten ein Turma unter einem Turmarchen. Warren Treadgold schätzt die Stärke der Feldarmee für 773 auf insgesamt 80.000 Mann. Im 11. Jahrhundert wurden auch wiederholt Truppen aus den Themenarmeen herausgelöst und in die Tagmata verlegt.
In Kapitel 18 der Taktika wird anhand einer 4.000 Mann starken Kavallerieeinheit die Organisation einer Themenarmee dargelegt. Statt im Fall eines gegnerischen Angriffs das gesamte Thema zu mobilisieren, wird darin dem Strategos empfohlen, nur mit Hilfe eines aus 4.000 ausgesuchten Kavalleristen gebildeten Verbandes gegen den Gegner vorzugehen und die übrigen Soldaten auf andere Einheiten zu verteilen. Sollte dies nicht ausreichen, sollte der Strategos versuchen, sich mit einem oder zwei anderen Strategoi und deren Verbänden zusammenzuschließen. Die Liste der aufgeführten Offiziere umfasst: 2 Turmarchen, 4 Droungarchen, 20 Komes, 40 Hekatontarchen, 80 Pentekontarchen (auch Tribune genannt), 400 Dekarchen und 800 Pentarchen.

Themen im Balkanraum um 1045 (große Version)

Das Land, das den Soldaten zugewiesen wurden, stammte wahrscheinlich von den großen kaiserlichen Gütern, auch brachliegendes Land auf den großen Familiengütern – die spätantike Senatsaristokratie war seit etwa 600 in eine schwere Krise geraten – wurde vielleicht genutzt. Früher wurde mitunter vermutet, man habe sich bei der Neuorganisation vielleicht an der persischen Heeresreform von Chosrau I. orientiert, doch bleibt dies letztlich Spekulation. Bereits Kaiser Maurikios hatte die Exarchen der Prätorianerpräfektur unterstellt und damit militärische und zivile Verwaltung vermischt.
Nachdem die arabischen Angriffe auf Kleinasien zurückgingen, wurden in vielen Themen die Kampfeinsätze selten, die Soldaten wurden allmählich zu Bauern. Teilweise mussten die Soldaten Gelder abführen, insgesamt erhielten sie aber Zahlungen, ohne dafür viel zu leisten. Konstantin IX. begann Themen aufzulösen, was aber zur Schwächung der Grenzverteidigung beitrug.
Nach der Schlacht von Manzikert (1071) begann sich die Themen-Organisation aufzulösen, ab ca. 1100 scheint sie verschwunden zu sein, nachdem es bereits im 11. Jahrhundert wieder zu einer immer weiteren Trennung zwischen ziviler und militärischer Administration gekommen war. Die Kaiser setzten nun vor allem Söldnertruppen ein. Der Begriff themata erscheint zwar auch in spätbyzantinischen Quellen, doch hatte er in dieser Zeit nur noch die Rolle von fiskalischen Verwaltungseinheiten.